# جنجیرو آراتو
جنجیرو آراتو (انگلیسی: Genjiro Arato; ۱۰ اکتبر ۱۹۴۶ – ۷ نوامبر ۲۰۱۶) بازیگر، تهیه‌کننده فیلم، و کارگردان فیلم اهل ژاپن بود.